# Saint-Martin-le-Châtel
Saint-Martin-le-Châtel település Franciaországban, Ain megyében. Lakosainak száma 784 fő (2022. január 1.). Saint-Martin-le-Châtel Attignat, Curtafond, Malafretaz, Montrevel-en-Bresse, Polliat, Saint-Didier-d’Aussiat és Bresse Vallons községekkel határos.

## Népesség
A település népessége az elmúlt években az alábbi módon változott:
| Lakosok száma | 561  | 519  | 555  | 767  | 800  | 802  | 787  | 782  | 788  | 784  |
|               | 1968 | 1982 | 1990 | 2006 | 2013 | 2015 | 2017 | 2019 | 2020 | 2022 |